# Prosumer
Mit dem Kofferwort Prosumer (engl.), später eingedeutscht zu Prosument, wurde zunächst ein Verbraucher (im Sinne von Konsument; engl. consumer) bezeichnet, der zugleich Produzent (engl. producer) ist. Später wurde die Wortbedeutung erweitert um den Prosumer als Verbraucher, der im Vergleich zum durchschnittlichen Endverbraucher professionellere Ansprüche an ein bestimmtes Produkt stellt, also ein Produkt mit einem gewissen professional grade (engl.) erwartet.

## Produzent und Konsument
Alvin Toffler führte den Begriff 1980 in dem Buch Die dritte Welle (The Third Wave) für Personen ein, die zugleich Konsumenten als auch Produzenten des von ihnen verwendeten Produkts sind. Toffler sieht den Prosumenten als eine Person an, die ein Produkt oder eine Dienstleistung erzeugt und entwirft, um sie zu verbrauchen, also für den persönlichen Gebrauch.
Die oben angegebene Definition zeigt den Prosumenten in zwei Dimensionen:
1. Als Designer oder Co-Designer des Produkts, z. B. ein Konsument, der das professionelle und umfassende Wissen über die Produkte und umweltfreundliche Technologien besitzt und es nutzt, um den Herstellern bei der Modifikation der vorhandenen Produkte (in der Regel durch die Anwendung von Web 2.0) zu helfen, so dass die Produkte seine Bedürfnisse besser befriedigen. Zu dieser Gruppe gehört u. a. lead user, der mit den R&D-Abteilungen von Produzenten zusammenarbeitet, um innovative Produkte zu entwickeln.
2. Als Hersteller oder Co-Hersteller des Produkts, z. B. wird ein ökologischer Prosument, der den Müll zur Wiederverwendung der sekundären Rohstoffe sortiert, zum Teil des Produktionsprozesses der Produkte, die aus Recycling entstanden sind (Altpapier, Plastik, Glas) und die anschließend von ihm gekauft werden.
 Eine Person, die elektrische Energie aus den Photovoltaikanlagen auf dem Dach ihres Hauses für den persönlichen Gebrauch erzeugt oder auch eine Person, die selbständig das Gemüse in ihrem Garten zu diesem Zweck anbaut.
Etwa ab 2008 wird der Begriff in Deutschland im Zusammenhang mit User-Generated-Content im Internet eingesetzt. Mit der Entwicklung der sozialen Netzwerke und der steigenden Anzahl von Blogs sind Konsumenten von Informationen im Web oft auch deren Produzenten. Hauptsächliche Motive seien Freude am Gedankenaustausch und Spaß an der Erstellung von Beiträgen.
Der Begriff wird seit etwa 2015 auch in der Energiewirtschaft genutzt. Er bezeichnet Energieverbraucher, die selbst Elektrizität produzieren und sich damit zumindest teilweise selbst versorgen (z. B. Besitzer von Solaranlagen). Werden zur Erhöhung des Eigenverbrauchsanteils zusätzlich Energiespeicher genutzt, beispielsweise an Solaranlagen gekoppelte Batterien, wird auch von Prosumage (engl. producer, consumer und storage) gesprochen. Werden die Erzeugungs- und Speicherungskapazitäten gezielt angesteuert um netz- oder systemdienliche Flexibilität bereitzustellen, werden Letztverbraucher als Flexumer (Zusammensetzung aus Flexibilität und Prosumer) bezeichnet.
In der Schweiz untersucht das Prosumer-Lab (in Biel) vom Zentrum Energiespeicherung der Berner Fachhochschule Haushalte, die sich mit Photovoltaik selbst versorgen. Es wird auch untersucht, wie mit überschüssiger Energie umgegangen werden kann (Batteriespeicherung oder Verteilen im Netz). Dabei werden Energiemanagementsysteme (EMS) untersucht. EMS sind Algorithmen, die den Energiefluss in einem Haus aufzeichnen und steuern. Das Prosumer-Lab ist ein vom Bundesamt für Energie und BKW Energie gefördertes Pilotprojekt.

## Professional und Consumer
Unabhängig von der Definition durch Toffler entstand Ende des 20. Jahrhunderts eine zweite Bedeutung, zusammengesetzt aus den englischen Begriffen „Professional“ und „Consumer“ – also „Professionist“ und „Konsument“. Diese beschreibt eine Gattung von Produkten, die sich an eine Zielgruppe richten, die zwischen den einfachen Konsumenten und den beruflichen Anwendern („professional“) steht.
Charakteristisch für diese Produkte ist ihre Leistung, die über die Bedürfnisse des Gelegenheitsbenutzers deutlich hinausgehen und oft eine erweiterte Sachkenntnis zur Benutzung erfordern. Produkte dieses Marktsegments werden auch als „semiprofessionell“ bezeichnet.